# Jang Young-ran
Jang Young Ran (19 de septiembre de 1979) es una actriz y cantante de trot surcoreana. 

## Carrera
Debutó en el 2003 y es una de los VJs en Mnet Corea. También participa en una variedad de talk shows surcoreanos. En mayo de 2009, lanzó su single debut "The Mask" bajo el nombre de "Rani". El cambio en la dirección de su carrera le dio al público un nuevo concepto de su verdadero yo y esperanzas para aliviarse de su impopular imagen  construida a partir de un show de televisión.

## Filmografía

### Series
- 2008: Our Home (SBS)
- 2007: Insooni is Pretty (KBS)
- 2007: Hello! Baby (KBS)
- 2005: Marry a Millionaire (SBS)

### Cine
- 2007: Donggabnaegi Extracurriculares Lección 2

## Discografía

### Álbum
- 2009 The Mask (라니)